# Советское (Белгородская область)
Советское — село в Алексеевском районе Белгородской области. Является административным центром муниципального образования «Советское сельское поселение».

## История
Массовое заселение этих мест относится к первой половине 18 века. 
Упоминается в Памятной книжке Воронежской губернии за 1887 год как "слобода Шелякина" Шелякинской волости Бирюченского уезда. Число жителей обоего пола — 1726, число дворов — 255.
До 1958 года село называлось слобода Шелякино, до марта 1918 года входило в состав Бирючинского уезда Воронежской губернии. Село имело ещё одно название - Петропавловка, по названиям церковных приделов в честь апостолов Петра и Павла.
С 1931 по 1961 г. являлось районным центром Ладомировского (с 1958 г. Советского) района.
В 1958 г. указом Президиума Верховного Совета РСФСР село Шелякино переименовано в село Советское.

## Население
| 1859 | 1897  | 1959  | 2002  | 2010  |
| ---- | ----- | ----- | ----- | ----- |
| 2635 | ↘2250 | ↘1654 | ↘1034 | ↘1006 |

Улицы, переулки и площади
| - ул. Заречная - ул. Майская - ул. Мира - ул. Молодёжная - ул. Парковая - ул. Песчаная - ул. Солнечная - ул. Центральная | - пер. Вишнёвый - пер. Заозёрный - пер. Меловой - пер. Новый - пер. Садовый - пер. Сосоновый | - пл. Юбилейная |

## Образование
В селе действует Муниципальное бюджетное общеобразовательное учреждение «Советская средняя общеобразовательная школа».
В селе действует Детская музыкальная школа.

## Религия
Село относится к Валуйско-Алексеевской епархии.
В селе действует храм Благовещения Пресвятой Богородицы.
Культура
в селе действует «Центр культурного развития села Советское» Структурное подразделение МКУК «Централизованная клубная система» Алексеевского городского округа

## Памятники и мемориалы
- Братская могила 286 советских воинов, погибших в боях с фашистскими захватчиками.

- Памятный знак на месте последнего боя Марьевского комсомольского истребительного отряда, установлен в 2-х км к северо-западу от села Советское у дороги Россошь-Алексеевка на холме, у подножия которого погибли последние бойцы отряда.

## Известные люди
- Маковский, Игнат Никандрович, — родился в 1910 г. в селе Запольном, военачальник. В 1932 г. призван в Красную Армию. В 1936 г. окончил Горьковскую бронетанковую школу. Участвовал в войне с Финляндией. В годы Великой Отечественной войны находился на Ленинградском фронте. Награжден двумя орденами Красного Знамени, двумя орденами Отечественной войны II степени, тремя орденами Красной Звезды, медалями. С 1961 г. — генерал-майор. В течение нескольких лет был военным атташе при посольстве СССР в Австрии, Швеции.

- Лебединская, Валерия Павловна (4 февраля 1921 —19 августа 2010), металлург, советский партийный деятель. В 1944 г.окончила Московский институт стали сплавов. Работала на Белорецком металлургическом комбинате, в Белорецком горкоме партии вторым секретарем .Дважды кавалер ордена «Знак Почёта» ( 1966, 1976).